# التجمع الديمقراطي لشعب جزر القمر
التجمع الديمقراطي لشعب جزر القمر (بالفرنسية: Rassemblement Démocratique des Peuples Comoriens)‏ كان حزبا سياسيا في جزر القمر.

## التاريخ
تأسس الحزب عام 1968، وكان مقره الرئيسي في القمر الكبرى. أصبح يعرف باسم «الحزب الأبيض»، حيث استخدم أوراق الاقتراع البيضاء أثناء الانتخابات.
في الانتخابات الفرعية للجمعية الوطنية الفرنسية عام 1970، هُزم مرشح الحزب علي مروجيه أمام محمد الدحلاني من قائمة الجمهورية الخامسة بهامش 53-47%. في انتخابات الكانتونات عام 1972، شكل الحزب تحالفًا مع الاتحاد الديمقراطي القمري، وفاز بـ 34 مقعدًا من أصل 39 مقعدًا.